# Birsel Vardarlı
Birsel Vardarlı (12 de julho de 1984) é uma basquetebolista profissional turca.

## Carreira
Birsel Vardarlı integrou a Seleção Turca de Basquetebol Feminino, em Londres 2012 e Rio 2016.